# Syndia (zespół muzyczny)
Syndia – polska grupa rockowa założona w Warszawie przez Zbyszka Kondratowicza i Piotrka Urbanka w roku 1987. Muzyka Syndii, bardzo melodyjna, będąca połączeniem rockowej gitary oraz instrumentów klawiszowych nawiązywała do amerykańskiego nurtu AOR. oraz twórczości glammetalowych zespołów spod znaku Europe czy Danger Danger. Jedyny album studyjny grupy ukazał się w 1991 roku, nakładem wytwórni "Polskie Nagrania „Muza”". Album przeszedł bez większego echa, a sama grupa zawiesiła działalność w 1995 roku, jednak istnieje pewien rodzaj "kultu" albumu wśród polskich i zagranicznych entuzjastów gatunku, przez co egzemplarze osiągają często bardzo wysokie ceny. Podobnie jak inny polski zespół – Lessdress, Syndia cieszy się większą popularnością za granicą niż w kraju.
Grupa posiada na swoim koncie jeden teledysk (do utworu "Plaża Snów"), a fragment innego – "Każdy kiedyś robi błąd" – został wykorzystany w filmie Juliusza Machulskiego "V.I.P" produkcji polsko-belgijsko-francuskiej, z 1991 roku. Został podpisany jako "Con Amore".

## Dyskografia
Syndia – płyta została nagrana w listopadzie 1989 roku, a zmiksowana w maju 1990 roku. Wersja winylowa oraz kaseta ukazały się nakładem wytwórni Polskie Nagrania w 1991 roku, a wersja CD pojawiła się w 1992 jako PNCD089.  Płyta nie była wznawiana w późniejszych latach, jest zatem rzadko dostępna (szczególnie wersja CD).
Lista utworów:
1. Każdy kiedyś robi błąd
2. Plaża snów
3. Opuszczony
4. Marriott
5. Nie jesteś wielkim panem
6. Cenniejsze płótno od ram
7. Dynamit i diament
8. Spotkajmy się w pół drogi

Muzycy grający na płycie:
- Zbigniew Kondratowicz – wokal, gitara akustyczna
- Maciej Gładysz – gitara
- Grzegorz Skawiński – gitara solowa
- Piotr Urbanek – gitara basowa
- Rafał Paczkowski – instrumenty klawiszowe

Do nagrania tej płyty został użyty automat perkusyjny firmy Simmons.
Teksty i muzyka: Zbigniew Kondratowicz i Piotr Urbanek
Producentami płyty byli Marceli Latoszek i Rafał Paczkowski.

## Skład
Skład wymieniony na płycie
- Zbigniew Kondratowicz – śpiew i gitara akustyczna
- Krzysztof Patocki – perkusja
- Maciej Gładysz – gitara
- Piotr "Dziki" Chancewicz – gitara
- Piotr Urbanek – gitara basowa
- Piotr Pruski – instrumenty klawiszowe

Inni członkowie zespołu
- Marcin Kurbiel – gitara basowa
- Adam Siemierzewicz – gitara
- Maciek "Ponton" Sosnowski – perkusja
- Tomasz Jackowiak – instrumenty klawiszowe
- Tomasz Szajewski – perkusja
- Czarek Blewązka – gitara solowa
- Daniel Howorus – gitara solowa
- Piotr "Laska" Wiktorowski – gitara solowa
- Piotr Engwert – gitara basowa